# Championnats d'Europe de cyclisme sur piste juniors et espoirs 2017
Navigation
Championnats d'Europe 2016 Championnats d'Europe 2018
Les Championnats d'Europe de cyclisme sur piste juniors et espoirs 2017 ont lieu du 19 au 23 juillet 2017 au Velódromo Nacional de Sangalhos à Anadia au Portugal. C'est la cinquième fois que Sangalhos accueille les championnats d'Europe de la catégorie, après 2011, 2012, 2013 et 2014.

## Participants
La compétition voit s'affronter quelque 380 cyclistes de 25 pays : 59 juniors féminines, 113 juniors masculins, 88 espoirs féminines et 123 espoirs masculins. 44 titres sont attribués.

## Déroulement des championnats
L'équipe d'Italie termine en tête du tableau des médailles avec dix titres pour un total de 14 médailles. La plupart des médailles sont obtenues par les cyclistes féminines de l'équipe endurance, portée par la performance historique de la junior Letizia Paternoster, qui a remporté cinq médailles d'or dans  les cinq disciplines où elle était inscrite. Lors de la qualification de la poursuite individuelle sur 2000 mètres, elle a également battue en 2 min 20 s 927 le record du monde junior de la spécialité. 
La deuxième place du tableau des médailles est prise par la Russie avec sept médailles d'or pour un total de 20 médailles, suivie par la Grande-Bretagne avec 24 médailles, dont six médailles d'or. La France termine quatrième, principalement grâce aux performances de Mathilde Gros, triple championne d'Europe junior dans les disciplines de vitesse. Elle a également réalisé la prouesse de devenir vice-championne d'Europe en vitesse par équipes espoirs, en étant encore junior. 
Le trio junior russe Daniil Komkov, Dmitrii Nesterov et Pavel Rostov réalise à deux reprises un nouveau record du monde junior en vitesse par équipes et porte la marque référence à 44.460 secondes.

## Résultats

### Juniors
| Épreuves               | Or                                                                           | Argent                                                                                              | Bronze                                                                       |
| ---------------------- | ---------------------------------------------------------------------------- | --------------------------------------------------------------------------------------------------- | ---------------------------------------------------------------------------- |
| Épreuves masculines    |                                                                              | |                                                                              |
| Kilomètre              | Pavel Perchuk                                                                | Carl Hinze                                                                                          | Jakub Stastny                                                                |
| Keirin                 | Pavel Perchuk                                                                | Daniel Rochna                                                                                       | Cezary Laczkowski                                                            |
| Vitesse individuelle   | Rayan Helal                                                                  | Dmitry Nesterov                                                                                     | Pavel Perchuk                                                                |
| Vitesse par équipes    | Russie (RM) Daniil Komkov Dmitrii Nesterov Pavel Rostov                      | Pologne Łukasz Kowal Daniel Rochna Krystian Ruta                                                    | Allemagne Timo Bichler Elias Edbauer Carl Hinze                              |
| Poursuite individuelle | Ivan Smirnov                                                                 | Xeno Young                                                                                          | Rhys Britton                                                                 |
| Poursuite par équipes  | Russie Lev Gonov Dmitry Mukhomediarov Ivan Smirnov Gleb Syritsa              | Grande-Bretagne Rhys Britton Joe Nally Jake Stewart Fred Wright                                     | Suisse Scott Quincey Mauro Schmid Valère Thiébaud Alex Vogel                 |
| Américaine             | Belgique Fabio Van den Bossche Nicolas Wernimont                             | Tchéquie Daniel Babor Daniel Rybin                                                                  | Royaume-Uni Rhys Britton Jake Stewart                                        |
| Course aux points      | Oleg Kanaka                                                                  | Fabio Van den Bossche                                                                               | Mauro Schmid                                                                 |
| Scratch                | Daniel Babor                                                                 | Filip Prokopyszyn                                                                                   | Michele Gazzoli                                                              |
| Omnium                 | Fred Wright                                                                  | Alex Vogel                                                                                          | Valentin Tabellion                                                           |
| Élimination            | Michele Gazzoli                                                              | JB Murphy                                                                                           | Unai Iribar                                                                  |
| Épreuves féminines     |                                                                              | |                                                                              |
| 500 mètres             | Mathilde Gros                                                                | Lea Friedrich                                                                                       | Lauren Bate-Lowe                                                             |
| Keirin                 | Mathilde Gros                                                                | Martina Fidanza                                                                                     | Lauren Bate-Lowe                                                             |
| Vitesse individuelle   | Mathilde Gros                                                                | Lea Friedrich                                                                                       | Steffie Van Der Peet                                                         |
| Vitesse par équipes    | Russie Polina Vashenko Yana Tyshchenko Kseniia Andreeva (q)                  | Allemagne Emma Götz Lea Friedrich                                                                   | Grande-Bretagne Georgia Hilleard Lauren Bate-Lowe                            |
| Poursuite individuelle | Letizia Paternoster (RM)                                                     | Maria Novolodskaya                                                                                  | Mylène de Zoete                                                              |
| Poursuite par équipes  | Italie Chiara Consonni Letizia Paternoster Martina Fidanza Vittoria Guazzini | Pays-Bas Amber van der Hulst Kirstie van Haaften Marit Raaijmakers Mylène de Zoete Phaedra Krol (q) | Russie Anastasia Lukashenko Daria Malkova Karine Minasian Maria Novolodskaya |
| Américaine             | Italie Chiara Consonni Letizia Paternoster                                   | Russie Daria Malkova Maria Novolodskaya                                                             | Grande-Bretagne Jenny Holl Pfeiffer Georgi                                   |
| Course aux points      | Olha Kulynych                                                                | Aksana Salauyeva                                                                                    | Valentine Fortin                                                             |
| Scratch                | Martina Fidanza                                                              | Petra Sevcikova                                                                                     | Jenny Holl                                                                   |
| Omnium                 | Letizia Paternoster                                                          | Olha Kulynych                                                                                       | Maria Novolodskaya                                                           |
| Élimination            | Letizia Paternoster                                                          | Maria Martins                                                                                       | Pfeiffer Georgi                                                              |

### Espoirs
| Épreuves               | Or                                                                  | Argent | Bronze                                                                            |
| ---------------------- | ------------------------------------------------------------------- | --- | --------------------------------------------------------------------------------- |
| Épreuves masculines    |                                                                     | |                                                                                   |
| Kilomètre              | Alexandr Vasiukhno                                                  | Joseph Truman                                                                                                   | Sam Ligtlee                                                                       |
| Keirin                 | Harrie Lavreysen                                                    | Jiří Fanta | Jack Carlin                                                                       |
| Vitesse individuelle   | Sébastien Vigier                                                    | Harrie Lavreysen                                                                                                | Joseph Truman                                                                     |
| Vitesse par équipes    | Grande-Bretagne Jack Carlin Ryan Owens Joseph Truman                | Russie Mikhaïl Dmitriev Alexander Dubchenko Alexey Nosov                                                        | Pologne Michał Lewandowski Mateusz Miłek Patryk Rajkowski Marcin Czyszczewski (q) |
| Poursuite individuelle | Mark Stewart                                                        | Ivo Oliveira | Daniel Staniszewski                                                               |
| Poursuite par équipes  | Grande-Bretagne Matthew Bostock Ethan Hayter Joe Holt Matthew Walls | Belgique Lindsay De Vylder Robbe Ghys Gerben Thijssen Sasha Weemaes                                             | Pologne Dawid Czubak Szymon Krawczyk Bartosz Rudyk Daniel Staniszewski            |
| Américaine             | Belgique Lindsay De Vylder Robbe Ghys                               | Russie Maksim Piskunov Sergei Rostovtsev                                                                        | Ukraine Roman Gladysh Vitaliy Hryniv                                              |
| Course aux points      | Niklas Larsen                                                       | Ethan Hayter | Mark Downey                                                                       |
| Scratch                | Yauheni Karaliok                                                    | Niklas Larsen                                                                                                   | Maxim Piskunov                                                                    |
| Omnium                 | Mark Stewart                                                        | Niklas Larsen                                                                                                   | Adrien Garel                                                                      |
| Élimination            | Rui Oliveira                                                        | Damian Sławek                                                                                                   | Maxim Piskunov                                                                    |
| Épreuves féminines     |                                                                     | |                                                                                   |
| 500 mètres             | Pauline Grabosch                                                    | Olena Starikova                                                                                                 | Kyra Lamberink                                                                    |
| Keirin                 | Hetty van de Wouw                                                   | Tatiana Kiseleva                                                                                                | Mélissandre Pain                                                                  |
| Vitesse individuelle   | Olena Starikova                                                     | Pauline Grabosch                                                                                                | Hetty van de Wouw                                                                 |
| Vitesse par équipes    | Pays-Bas Kyra Lamberink Hetty van de Wouw                           | France Mathilde Gros Mélissandre Pain                                                                           | Russie Natalia Antonova Tatiana Kiseleva                                          |
| Poursuite individuelle | Justyna Kaczkowska                                                  | Eleanor Dickinson                                                                                               | Francesca Pattaro                                                                 |
| Poursuite par équipes  | Italie Martina Alzini Elisa Balsamo Marta Cavalli Francesca Pattaro | Pologne Justyna Kaczkowska Weronika Humelt Nikol Plosaj Wiktoria Pikulik Daria Pikulik (q) Alicja Ratajczak (q) | Allemagne Franziska Brauße Tatjana Paller Gudrun Stock Laura Süßemilch            |
| Américaine             | Grande-Bretagne Eleanor Dickinson Manon Lloyd                       | Russie Diana Klimova Maria Petukhova                                                                            | Italie Elisa Balsamo Rachele Barbieri                                             |
| Course aux points      | Tatjana Paller                                                      | Amalie Dideriksen                                                                                               | Manon Lloyd                                                                       |
| Scratch                | Rachele Barbieri                                                    | Eleanor Dickinson                                                                                               | Amalie Dideriksen                                                                 |
| Omnium                 | Elisa Balsamo                                                       | Eleanor Dickinson                                                                                               | Amalie Dideriksen                                                                 |
| Élimination            | Emily Nelson                                                        | Olivija Baleišytė                                                                                               | Ziortza Isasi                                                                     |

* (q) : Cycliste uniquement aligné lors des qualifications et n'ayant pas participé à la finale.

## Tableau des médailles
| Rang  | Nation          | Or | Argent | Bronze | Total |
| ----- | --------------- | -- | ------ | ------ | ----- |
| 1     | Italie          | 10 | 1      | 3      | 14    |
| 2     | Russie          | 7  | 7      | 6      | 20    |
| 3     | Grande-Bretagne | 7  | 6      | 11     | 24    |
| 4     | France          | 5  | 1      | 4      | 10    |
| 5     | Pays-Bas        | 3  | 2      | 5      | 10    |
| 6     | Ukraine         | 3  | 2      | 1      | 6     |
| 7     | Allemagne       | 2  | 5      | 2      | 9     |
| 8     | Belgique        | 2  | 2      | 0      | 4     |
| 9     | Pologne         | 1  | 5      | 4      | 10    |
| 10    | Danemark        | 1  | 3      | 2      | 6     |
| 11    | Tchéquie        | 1  | 3      | 1      | 5     |
| 12    | Portugal        | 1  | 2      | 0      | 3     |
| 13    | Biélorussie     | 1  | 1      | 0      | 2     |
| 14    | Irlande         | 0  | 2      | 1      | 3     |
| 15    | Suisse          | 0  | 1      | 2      | 3     |
| 16    | Lituanie        | 0  | 1      | 0      | 1     |
| 17    | Espagne         | 0  | 0      | 2      | 2     |
| Total | Total           | 44 | 44     | 44     | 132   |

## Records du monde
| Date            | Épreuve                                                  | Cycliste(s)                                        | Performance                     |
| --------------- | -------------------------------------------------------- | -------------------------------------------------- | ------------------------------- |
| 18 juillet 2017 | Vitesse par équipes masculine juniors sur 750 mètres     | Russie Daniil Komkov Dmitrii Nesterov Pavel Rostov | 44 s 683 au 1er tour            |
| 19 juillet 2017 | Vitesse par équipes masculine juniors sur 750 mètres     | Russie Daniil Komkov Dmitrii Nesterov Pavel Rostov | 44 s 460 en finale              |
| 20 juillet 2017 | Poursuite individuelle féminine juniors sur 2 000 mètres | Letizia Paternoster                                | 2 min 20 s 927 en qualification |